# Enrique Jackson
Enrique Jackson Ramírez (ur. 24 grudnia 1945 w Los Mochis (Sinaloa), zm. 1 grudnia 2021) – meksykański polityk Partii Rewolucyjno-Instytucjonalnej (PRI).
W latach 1997–2000 członek Izby Delegatów, w latach 2000–2006 senator.